# 格拉納迪利亞區

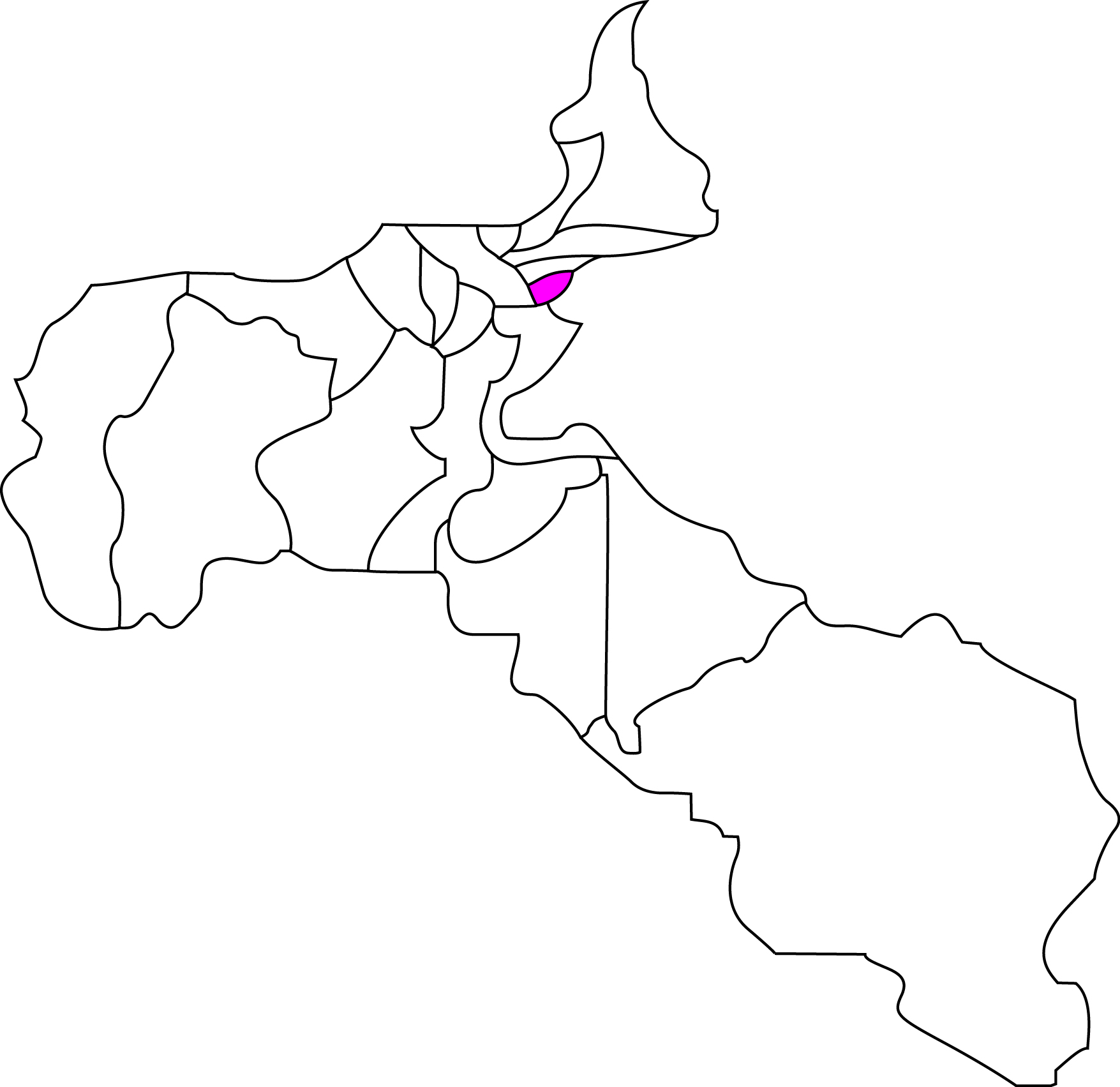

格拉納迪利亞區（西班牙語：Granadilla），是哥斯達黎加的一個區，位於該國中部聖何塞省，始建於1929年，面積3.41平方公里，海拔高度1,343米，2005年人口11,600，人口密度每平方公里3,402人。